# 常珩
宗室常珩、常珩（1838年—1862年），字佩如、号蔚亭，愛新覺羅氏，鑲白旗滿洲人，清朝皇室、政治人物、進士出身。

## 生平
咸豐八年（1858年）戊午科舉人，咸豐九年己未登進士，改庶吉士。咸豐十年，散館后，授翰林院編修，實錄館協修官。同治元年卒，年25歲。

## 家庭
- 先祖裕憲親王福全 (清宗室)，清顺治帝次子。
- 太高祖裕親王保泰 (愛新覺羅氏)，裕憲親王福全第三子。嫡妻孟佳氏（父中書常安）、繼妻瓜爾佳氏（父將軍伯石文炳）、三娶妻瓜爾佳氏（父侍郎穆成格）。
- 高祖宗室廣年（养高祖廣坤，二等侍衛、前鋒叅領；嫡妻巴雅喇氏（父副護軍叅領富德），繼妻尙佳氏（父叅領保格））。嫡妻瓜爾佳氏（父筆帖式德新）。胞姊愛新覺羅氏，嫁镶黄旗蒙古博爾濟吉特氏色旺多爾濟（父達爾罕親王班第 (科尔沁部)，母固倫端敏公主愛新覺羅氏，外公簡純親王濟度）。
- 曾祖宗室誠運保；嫡妻何佳氏（父頭等侍衛長泰）。养曾祖宗室誠嵩；嫡妻成佳氏（父副將成德））。
- 祖父宗室亨謨；嫡妻高佳氏（父釋伽保）。养祖父宗室亨安；妻瓜爾佳氏（父舒通阿）。
- 父宗室豐敬（养父宗室亨安），道光十五年科舉人，宗學總管、理藩院郎中。母洪佳氏（父前鋒校富森泰）。胞兄宗室豐貺；其女爱新觉罗氏，嫁鑲黃旗滿洲、浙江紹興府知府富察氏霍順武（父直隶通永鎭總兵碩麟），其子國源系陆军贵胄学堂学员。胞兄宗室豊存，佐領、興京城守尉。胞兄宗室豐澤，左翼宗學副管；其子常瑞，御史兼佐領。
- 妻李氏。其父内务府正白旗汉军李慶會（字際雲），母索綽絡氏（父正白旗满洲、嘉庆庚午科举人觀瑞，祖父觀德，祖伯父乾隆丁巳恩科進士觀保（堂兄同榜进士德保 (清朝)））；胞姊李氏，嫁光緒六年（1881）進士、镶红旗满洲他他拉氏志銳，即光绪帝瑾妃和珍妃的堂兄；姑母李氏，嫁内务府正白旗汉军、内务府庆丰司员外郎兼镶黄旗公中佐领尚氏纯嘏（其子道光戊戌（1838）进士延恒、道光庚子（1840）进士延愷；孙女尚氏系正蓝旗汉军进士胡俊章之儿媳）；李慶會从堂侄繼昌 (光緒進士)，光緒三年（1877年）进士。